# King Richard
King Richard is een Amerikaanse biografische dramafilm uit 2021, geregisseerd door Reinaldo Marcus Green. De film volgt het leven van Richard Williams, de vader en coach van de beroemde tennisspeelsters Venus Williams en Serena Williams. De hoofdrollen worden vertolkt door Will Smith in de titelrol, Aunjanue Ellis, Saniyya Sidney, Demi Singleton, Tony Goldwyn en Jon Bernthal. Smith won in 2022 de Oscar voor de beste acteur voor zijn vertolking.

## Verhaal
Richard Williams woont met zijn gezin in Compton, Californië. Hij heeft twee dochters, Venus en Serena. Met een heldere visie en onconventionele trainingsmethoden leidt hij hen naar de top van de wereld in het tennis.

## Rolverdeling
| Acteur                     | Personage               |
| -------------------------- | ----------------------- |
| Will Smith                 | Richard Williams        |
| Aunjanue Ellis             | Oracene "Brandy" Price  |
| Saniyya Sidney             | Venus Williams          |
| Demi Singleton             | Serena Williams         |
| Tony Goldwyn               | Paul Cohen              |
| Jon Bernthal               | Rick Macci              |
| Dylan McDermott            | George MacArthur        |
| Mikayla LaShae Bartholomew | Tunde Price             |
| Danielle Lawson            | Isha Price              |
| Layla Crawford             | Lyndrea Price           |
| Andy Bean                  | Laird Stabler           |
| Kevin Dunn                 | Vic Braden              |
| Christopher Wallinger      | John McEnroe            |
| Chase Del Rey              | Pete Sampras            |
| Jessica Wacnik             | Jennifer Capriati       |
| Kaitlyn Christian          | Shaun Stafford          |
| Marcela Zacarías           | Arantxa Sánchez Vicario |

## Productie
Het project werd aangekondigd in maart 2019, waarbij Will Smith Williams zou spelen in de film, geschreven door Zach Baylin. Tegelijkertijd won Warner Bros. de biedingsoorlog voor de film. Reinaldo Marcus Green werd in juni aangesteld als regisseur.
In januari 2020 werden Demi Singleton en Saniyya Sidney gecast om respectievelijk Serena en Venus te spelen, met Aunjanue Ellis als hun moeder Brandi Williams. Jon Bernthal ging ook in onderhandeling om Rick Macci te spelen. In februari 2020 voegden Liev Schreiber en Susie Abromeit zich bij de cast. Abromeit's scenes haalden de uiteindelijke versie niet. In maart 2020 hadden Dylan McDermott, Katrina Begin en Judith Chapman zich bij de cast gevoegd. De film bevat het originele nummer "Be Alive" van Beyoncé, uitgebracht op 12 november 2021.
De belangrijkste opnames begonnen in januari 2020 in Los Angeles. Volgens de California Film Commission besteedde de productie $ 35,6 miljoen in de staat, met $ 7,5 miljoen teruggegeven aan belastingkredieten. In maart 2020 werden de opnames stopgezet vanwege de aanhoudende COVID-19-pandemie. In oktober 2020 voegde Tony Goldwyn zich bij de cast, ter vervanging van Schreiber die afhaakte vanwege een planningsconflict als gevolg van de pandemie, voordat de opnames later in de maand werden hervat.
Will Smith ontving naar verluidt $ 40 miljoen voor zijn rol. Nadat de productie was afgelopen, zou Smith zijn medesterren naar verluidt via cheques "een mooie bonus" hebben gegeven, vanwege de beslissing om de film gelijktijdig in de bioscoop en op HBO Max uit te brengen, bovenop de compensatie die al van de studio is ontvangen.

## Release
De film ging in première op het 48e Filmfestival van Telluride op 2 september 2021 en zal worden gevolgd door een Amerikaanse bioscooprelease op 19 november 2021 door Warner Bros. Pictures, met een gelijktijdige release van een maand op de HBO Max-streamingservice.

## Ontvangst
De film ontving over het algemeen positieve kritieken van critici. Op Rotten Tomatoes heeft King Richard een waarde van 90% en een gemiddelde score van 7,10/10, gebaseerd op 41 recensies. Op Metacritic heeft de film een gemiddelde score van 71/100, gebaseerd op 17 recensies.